# میدان نفتی منصوری
میدان نفتی منصوری از میدان‌های نفتی ایران است که در استان خوزستان مستقر می‌باشد. این میدان از شمال‌غربی در همسایگی میدان نفتی اهواز، از غرب با میدان آب‌تیمور و از شمال‌شرقی در مجاورت میدان نفتی شادگان قرار دارد. ظرفیت تولید نفت خام میدان منصوری به‌طور میانگین معادل ۱۰۰ هزار بشکه در روز می‌باشد.
میدان نفتی منصوری در سال ۱۳۴۲ توسط شرکت اکتشاف و تولید نفت ایران کشف شد و بهره‌برداری از آن نیز از سال ۱۳۵۳ آغاز گردید. حجم ذخیره درجای نفت خام میدان منصوری بالغ بر ۳ میلیارد بشکه برآورد می‌شود. از نظر جغرافیایی طول این میدان در حدود ۳۹ کیلومتر و عرض آن ۵ کیلومتر می‌باشد. میدان نفتی منصوری از میدان‌های تحت مدیریت شرکت ملی مناطق نفت‌خیز جنوب است، که عملیات تولید از آن توسط شرکت بهره‌برداری نفت و گاز کارون انجام می‌گیرد.

## تاریخچه
میدان نفتی منصوری در سال ۱۳۴۲ توسط شرکت اکتشاف و تولید نفت ایران کشف شد. نخستین چاه مخزن بنگستان میدان منصوری نیز در سال ۱۳۴۲ حفاری شد، این چاه در نهایت به چاه تولیدی در مخزن آسماری تبدیل گردید. تولید از مخزن بنگستان منصوری نیز از سال ۱۳۵۳ با حفاری چاه منصوری-۲ و ارسال نفت به واحد بهره‌برداری اهواز یک آغاز شد. این میدان از نظر جغرافیایی در فاصله ۵۰ کیلومتری از جنوب شرقی شهر اهواز در استان خوزستان واقع شده و شامل دو مخزن نفتی آسماری و بنگستان است. میزان نفت درجای اولیه مخزن آسماری این میدان در حدود ۲ میلیارد و ۲۰۰ میلیون بشکه و مخزن بنگستان نیز بالغ بر ۱۹ میلیارد و ۲۰۰ میلیون بشکه برآورده شده‌است.

## مخازن

### آسماری
مخزن آسماری میدان نفتی منصوری در ۴۵ کیلومتری جنوب شرقی اهواز و در امتداد میدان نفتی آب تیمور و میدان نفتی سوسنگرد قرار دارد، که در سال ۱۳۴۲ با حفاری چاه شماره ۱ منصوری کشف گردید. مخزن آسماری این میدان دارای ابعاد ۳۰ کیلومتر طول و ۳ کیلومتر عرض می‌باشد. از نظر زمین‌شناسی سازند مذکور به ۸ لایه تقسیم‌بندی شده است که با توجه به سطح تماس آب و نفت، فقط لایه‌های ۱، ۲ و ۳ در ناحیه نفتی مخزن قرار گرفته‌اند. تاکنون ۱۶ حلقه چاه روی این مخزن حفر شده است. در حال حاضر تولید نفت از این مخزن حدود ۱۱۰ بشکه در روز می‌باشد. مخزن آسماری میدان منصوری یک مخزن نفتی اشباع، با ضخامت حقیقی ۱۱۷۰ پا و مساحت تولیدی ۱۴ هزار هکتار می‌باشد. نفت قابل بازیافت اولیه مورد انتظار مخزن ۶۶۷ میلیون بشکه و ضریب بازیافت اولیه نفت این مخزن را ۳۰ درصد تخمین زده‌اند.

### بنگستان
ظرفیت تولید نفت خام مخزن بنگستان میدان نفتی منصوری هم‌اکنون معادل ۶۰ هزار بشکه در روز است. تولید نفت خام از مخزن بنگستان میدان نفتی منصوری از سال ۱۳۵۳ با حفاری چاه شماره ۲ و ارسال نفت آن به واحد بهره‌برداری اهواز یک آغاز گردید. این مخزن از دو سازند ایلام و سروک تشکیل شده است. سازند ایلام شامل ۷ حلقه چاه، با تولید ۱۳ هزار بشکه در روز و سازند سروک با ۴۹ حلقه چاه و تولید ۳۹ هزار بشکه در روز، همچنین یک حلقه چاه تکمیلی دوگانه ایلام و سروک، با تولید ۸ هزار بشکه در روز می‌باشد. سازند ایلام از ۳ لایه تشکیل شده که لایه ۳ تولیدی آن می‌باشد. سازند سروک دارای ۲ لایه تولیدی ۴ و ۶ بوده و لایه ۵ در تولید مشارکتی ندارد.

## تاسیسات میدان
در سطح‌الارض میدان منصوری تاکنون ۲۲ حلقه چاه نفت روی مخزن آسماری و ۸۸ حلقه چاه نیز روی مخزن بنگستان حفاری و تکمیل شده است. پیش‌تر نفت تولیدی از میدان منصوری، در واحد بهره‌برداری اهواز یک، فراورش می‌شد. گرچه نخستین چاه اکتشافی در مخزن آسماری میدان منصوری در سال ۱۳۴۲ حفاری شد، ولی تولید از این میدان از سال ۱۳۵۳ با دبی ۱۳ هزار بشکه در روز آغاز گردید.
واحد بهره‌برداری منصوری در سال ۱۳۵۸ احداث شد، که از آن پس تاکنون، فرآورش نفت از طریق واحد مذکور صورت می‌گیرد. پروژه طراحی و ساخت واحد بهره‌برداری منصوری با مساحت ۳۷ هزار متر مربع و در فاصله ۷۰ کیلومتری از جنوب غربی شهرستان اهواز، با ظرفیت اسمی ۱۶۵ هزار بشکه نفت خام در روز، در سال ۱۳۵۶ آغاز شد. این واحد در سال ۱۳۵۸ راه‌اندازی گردید. در طول سالهای بعد، این واحد توسعه اندکی یافت و ظرفیت تولید نفت خام آن به ۲۲۰ هزار بشکه افزایش پیدا کرد. هم‌اکنون نفت خام ورودی این واحد حدود ۱۰۰ هزار بشکه از تعداد ۱۵ حلقه چاه آسماری و حدود ۵۶ هزار بشکه در روز، از ۵۰ حلقه چاه بنگستانی تأمین می‌شود. چون این واحد فاقد کارخانه نمکزدایی می‌باشد، نفت نمکی آسماری و بنگستان آن به واحد بهره‌برداری اهواز یک ارسال شده و پس از فرآورش و گاززدایی، نفت خروجی به کارخانه نمک‌زدایی اهواز یک منتقل و محصول نهایی مجدداً به واحد بهره‌برداری اهواز یک باز می‌گردد. نفت تولیدی واحد بهره‌برداری منصوری نیز به پایانه‌های صادراتی خارک منتقل و گاز همراه تولیدی نیز جهت انجام عملیات فرآورش، به تاسیسات آماک ارسال می‌گردد. ظرفیت تولید روزانه نفت خام واحد بهره‌برداری منصوری در حدود ۱۵۶ هزار بشکه در روز و ظرفیت تولید و انتقال تاسیسات گازی منصوری بطور میانگین معادل ۳۰۰ میلیون فوت مکعب در روز می‌باشد.